# Becedas (kommunhuvudort)
Becedas är en kommunhuvudort i Spanien.   Den ligger i provinsen Provincia de Ávila och regionen Kastilien och Leon, i den centrala delen av landet, 160 km väster om huvudstaden Madrid. Becedas ligger 1 106 meter över havet och antalet invånare är 338.
Terrängen runt Becedas är kuperad åt nordost, men åt sydväst är den bergig. Runt Becedas är det ganska glesbefolkat, med 23 invånare per kvadratkilometer. Närmaste större samhälle är Béjar, 11,0 km väster om Becedas. 